# アニタ・レー
アニタ・クララ・レー（ドイツ語: Anita Clara Rée、1885年2月9日 - 1933年12月12日）は、ヴァイマル期に活躍したドイツのアバンギャルド画家。ユダヤ系のルーツを持ち、ナチス・ドイツの成立後、自身の作品が退廃芸術と見なされたことから、1933年に自殺した。彼女の作品は、ハンブルク美術館の職員だったヴィルヘルム・ヴェルナーが大戦中密かに保管したことから、戦乱を逃れることになった。

## バイオグラフィ
レーはハンブルクでインド物産を扱う商家を営む、歴史あるユダヤ系一家に生まれた。しかしながら、アニタと姉妹のエミリエ (Emilie) は、当時のドイツ社会に同化した上流階級〜上流中産階級の社会的規範に則り、ルター派の洗礼を受け、キリスト教徒として育った。

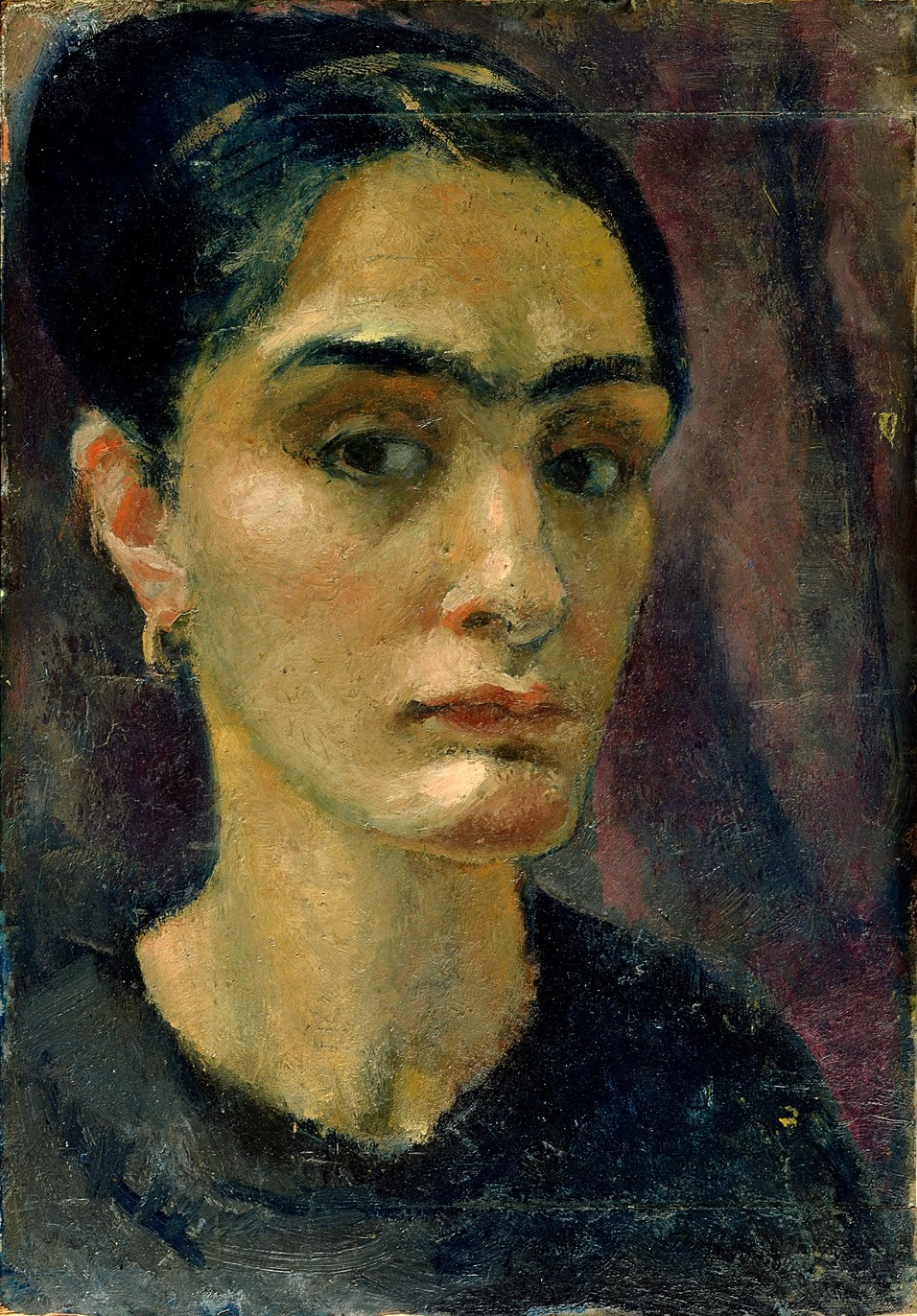
自画像、1910年頃

1905年から、レーはハンブルクの画家アルトゥール・ジーベリストの元で学んだ。1906年、彼女はマックス・リーバーマンと出会って才能を認められ、画家としてのキャリアへ支援を受けることになる。1910年頃には、フランツ・ネルケンらと同業者コミュニティを作ったが、レーからネルケンへの片想いのせいで関係は破綻した。1912年冬から1913年にかけては、パリのフェルナン・レジェの元で学んだ。
1913年には、ハンブルクのガレリエ・コメーターで開かれた大規模展覧会に参加した。1914年頃までに、彼女はポートレート画家として知名度を得る。1919年にはベルリンやミュンヘンで興った類似グループにならって結成された「ハンブルク分離派」"Hamburg Secession" に参加した。1921年にはチロルを旅し、1922年から25年にかけてはポジターノに居を構えた。
レーは1926年にハンブルクに戻り、女性芸術家の集団GEDOKの創設に尽力した。同時期には公共施設の壁画をいくつか手掛けたが、ナチス・ドイツ政権になってからその多くが取り壊されてしまった。
1930年、ランゲンホーンの聖アンスガル教会 (Ansgarkirche) 建て替えに伴い、彼女は三連祭壇画の製作を依頼された。教会の神父たちは彼女のデザインに納得せず、この依頼は1932年に「信仰上の懸念」("religious concerns") から取り下げられた。1931年、彼女はポジターノに戻った。同時期、ナチス・ドイツはレーはユダヤ人だと非難し、ハンブルク芸術協会 (the Hamburg Art Association) は彼女を「異邦人」"alien" と詰った。この一件の直後、彼女はジルト島へと転居した。
レーは1933年に自殺したが、反ユダヤ主義者から敵意を向けられ継続的な嫌がらせを受けたこと、また彼女自身の失望がその原因であった。エミリエへの走り書きの中で、レーは世界の狂気について非難している。1937年、ナチス・ドイツ政府はレーの作品を退廃芸術に指定し、各地の美術館の収蔵品を粛清し始めた。ハンブルク美術館に収蔵されていたレーの作品は、同館の職員だったヴィルヘルム・ヴェルナーが大戦中密かに自宅で保管し、戦乱を逃れることになった。

## 作品集
作品の日本語題名は直訳題名。

『テレジナ』Teresina、1925年 ハンブルク美術館
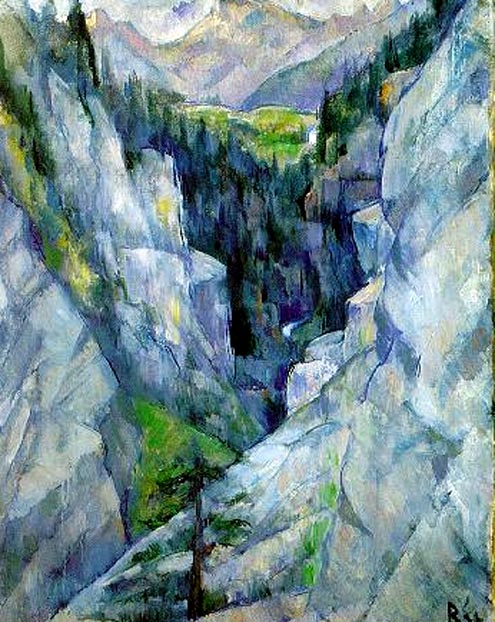
『ピアンス（英語版）の渓谷』Canyon in Pians、1921年 ハンブルク美術館
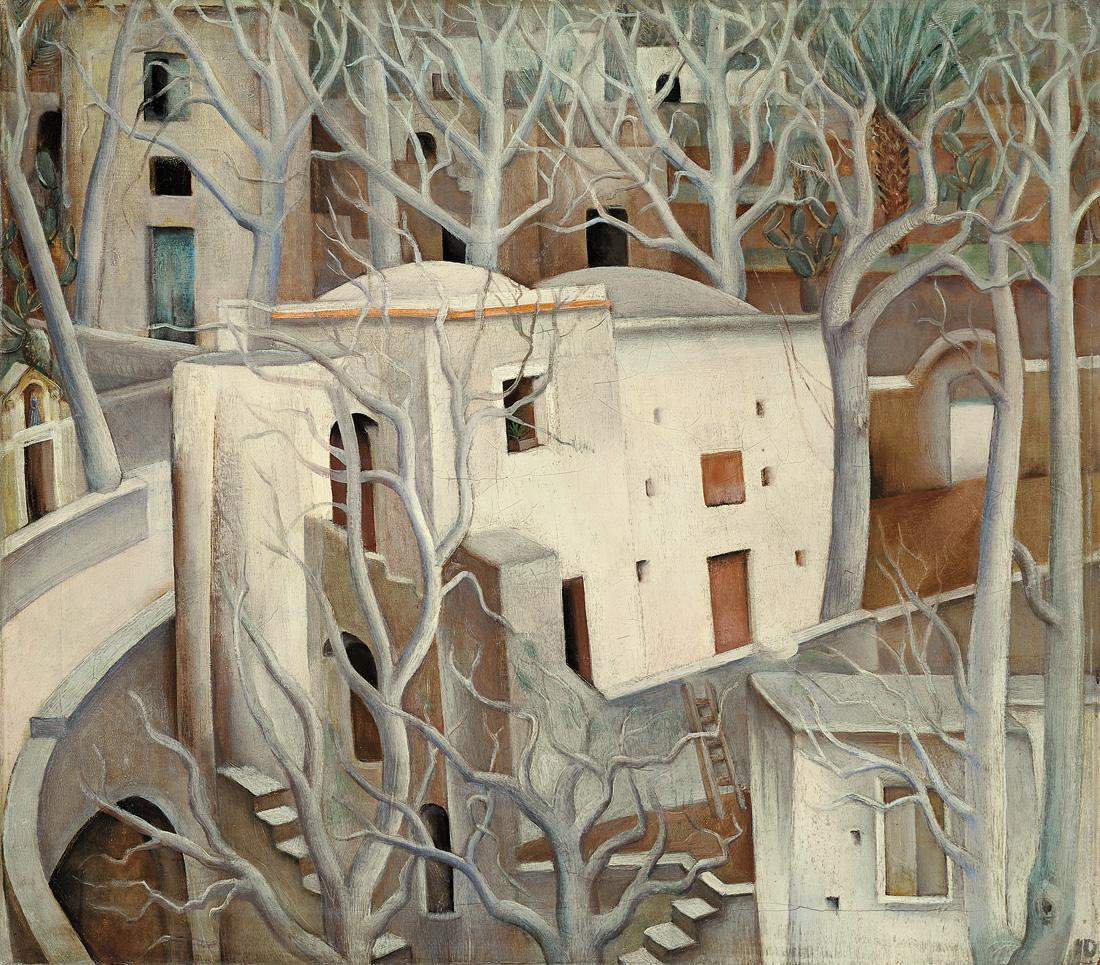
『白い木たち』White Trees、1925年 ハンブルク美術館
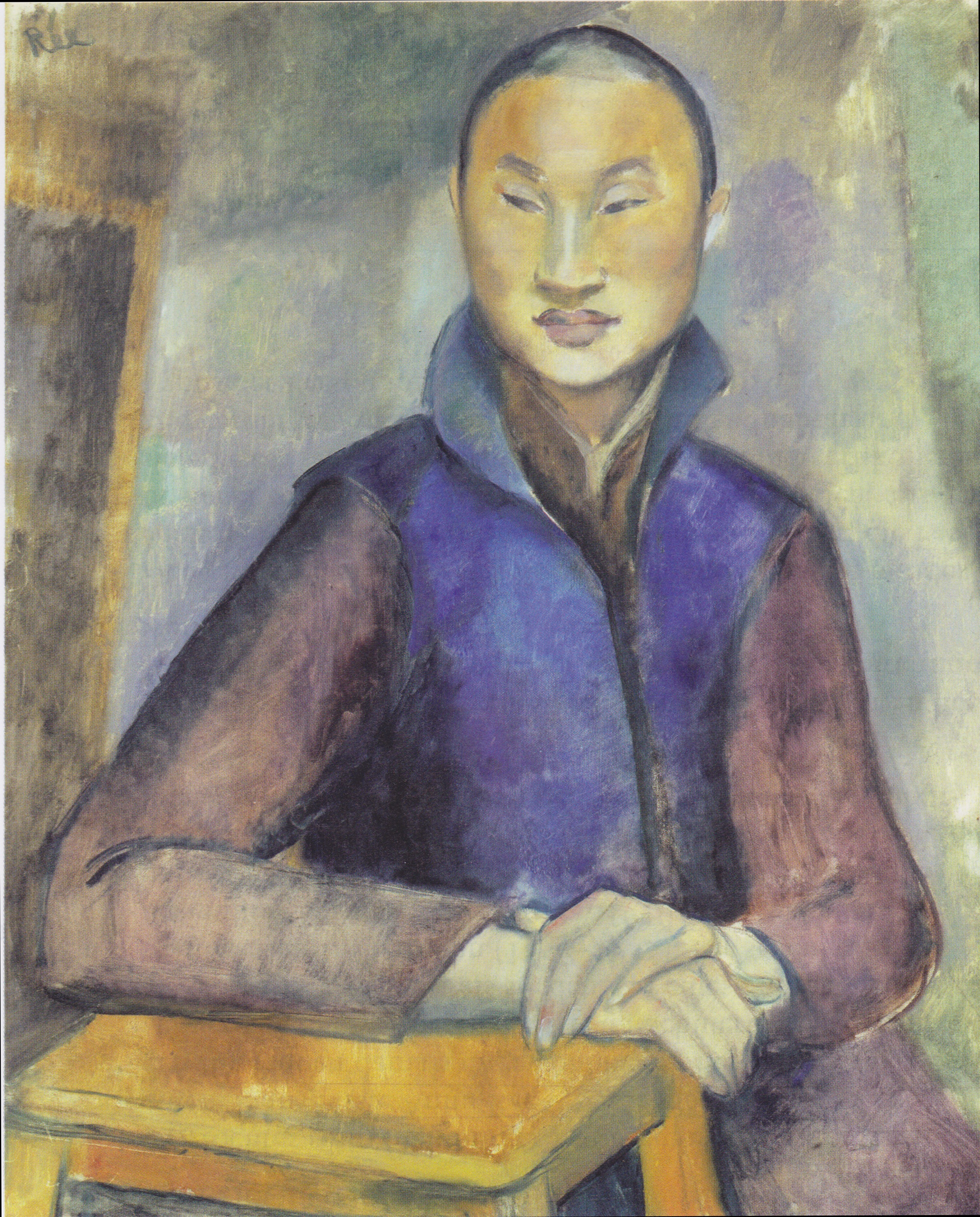
『若い中国人』Young Chinese Man、1919年 ハンブルク美術館
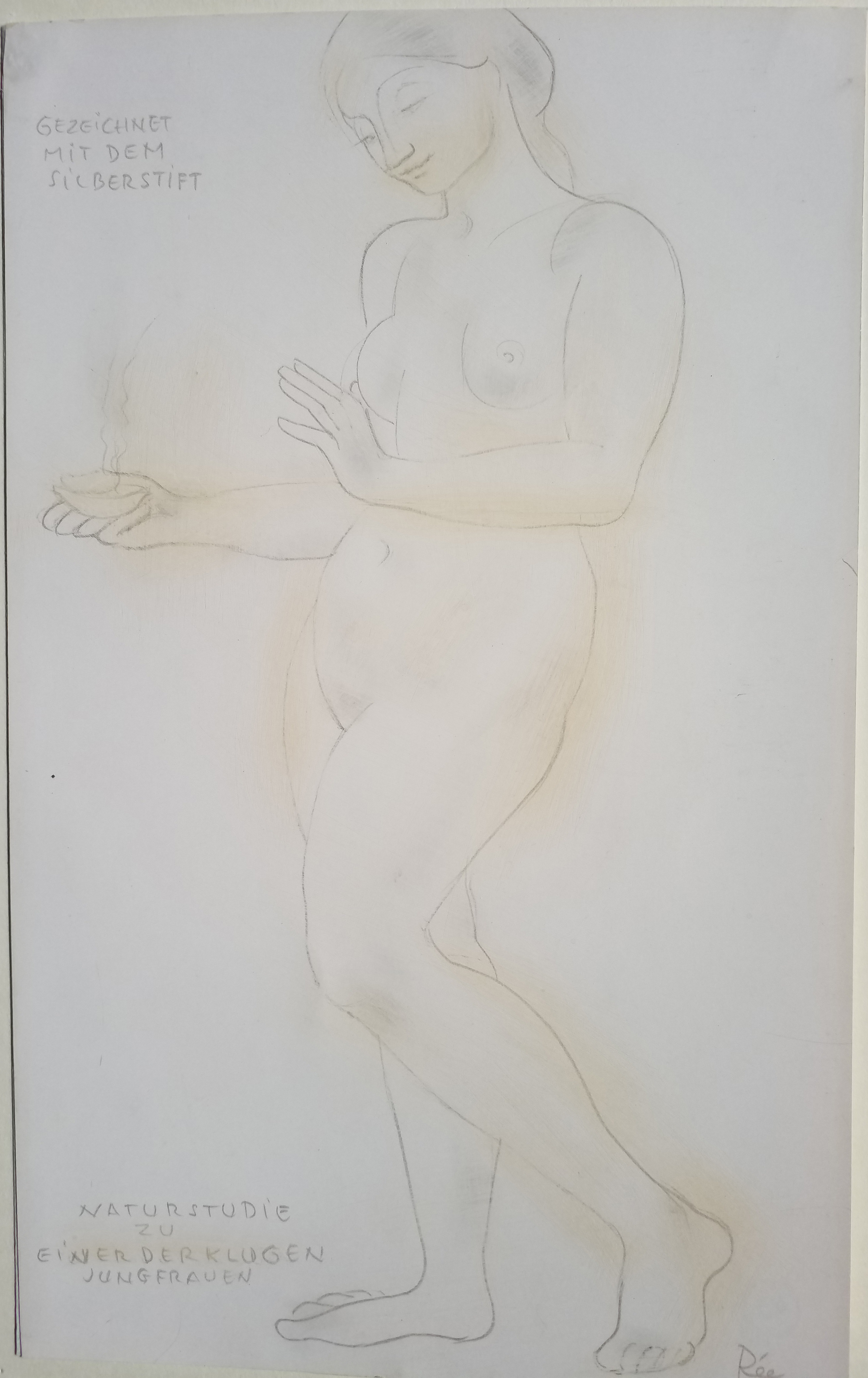
『賢い少女の自然研究』Naturstudie zu einer der klugen Jungfrauen 25 × 15.5 cm ハンブルクの学校[注釈 1]壁画に向けた習作。Oeuvre-catalogue number Z 318 a.
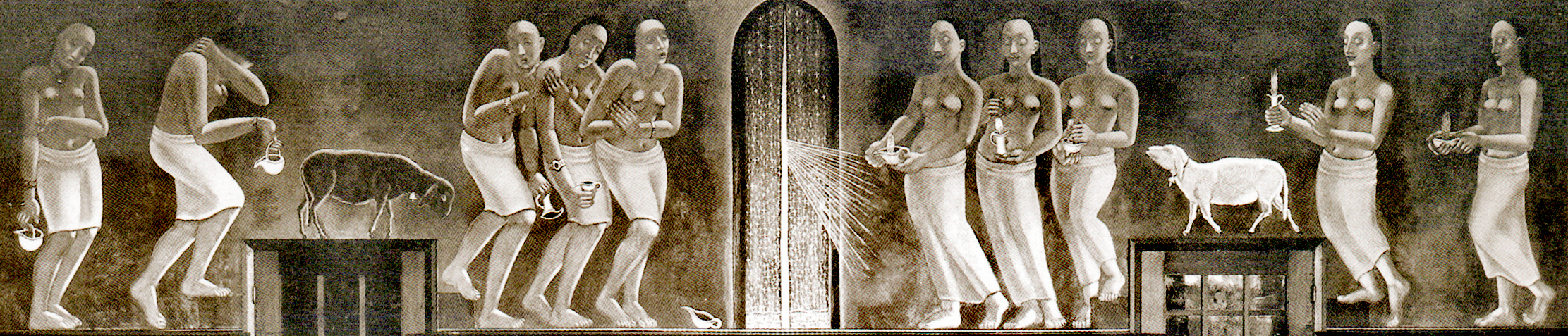
『賢明で愚かな乙女たち』Die klugen und die törichten Jungfrauen 壁画、1930年頃、破壊後
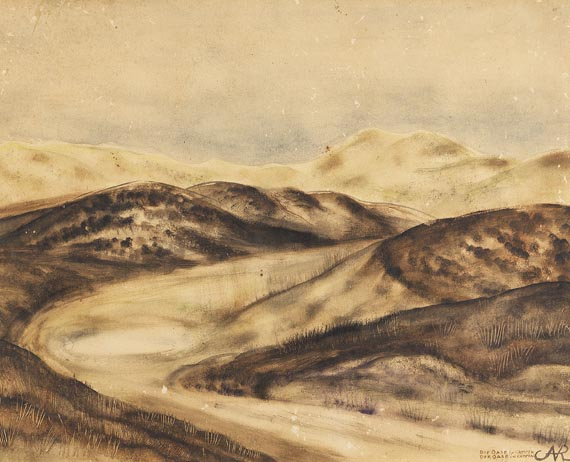
『カンペン（英語版）の楽園』Die Oase in Kampen、1932〜33年 水彩画、39 × 49 cm

## 展覧会

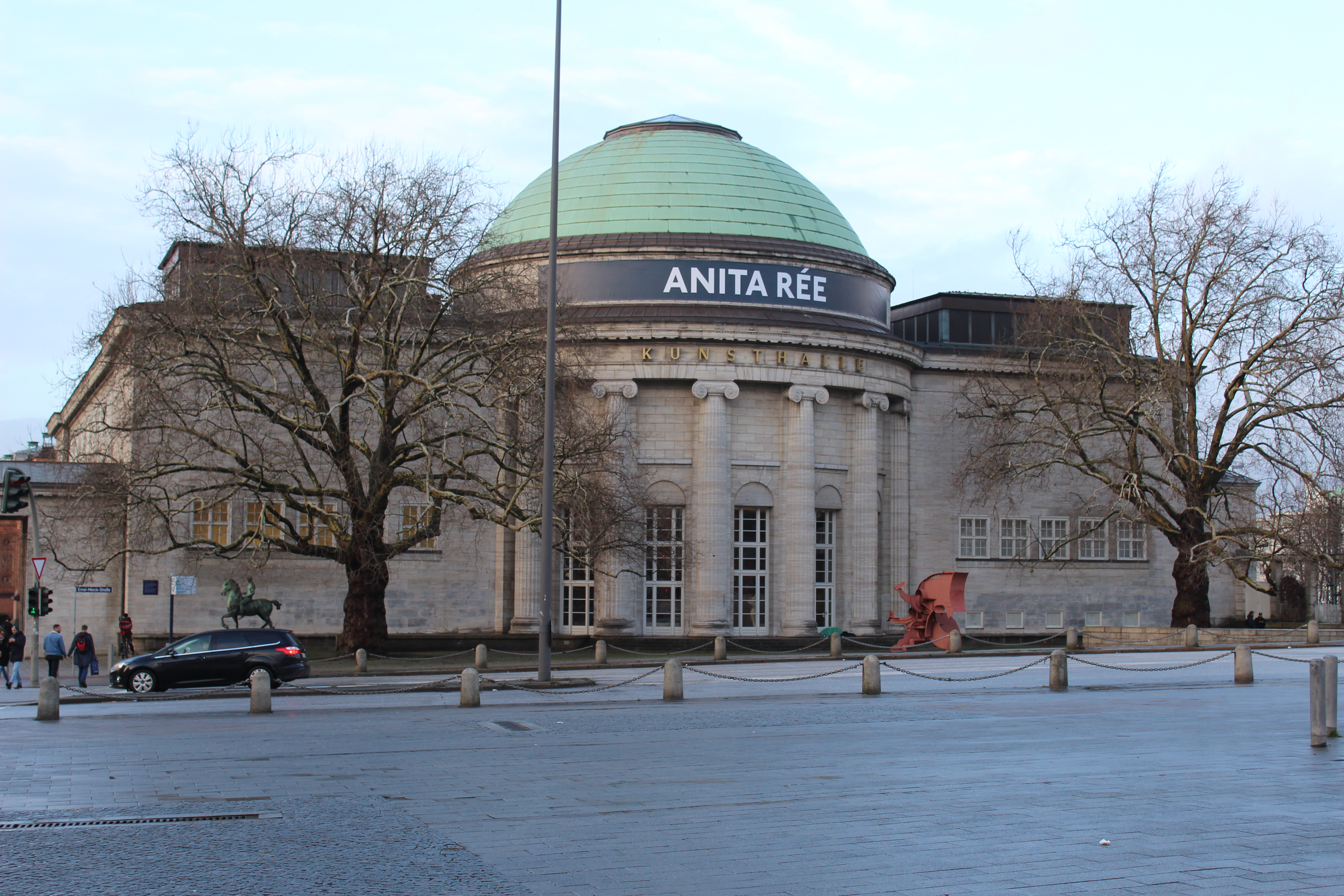
ハンブルク美術館。2018年にレーの回顧展が開かれた際に撮影

- 1986年 – ハンブルク美術館、"Eva und die Zukunft. Das Bild der Frau seit der Französischen Revolution"
- 2004年 – ハンブルク美術館、"Kunst der 20er Jahre in Hamburg, Hamburger Kunsthalle"
- 2005年 – ハンブルク美術館、"Ausgegrenzt"
- 2006年 – ハンブルク美術館、"Künstlerinnen der Avantgarde"
- 2010年 – ハンブルク美術館、"Himmel auf Zeit. Kunst der 20er Jahre in Hamburg"
- 2011年9月28日〜2012年1月15日 – ハンブルク美術館、"Die Sammlung des Hausmeisters Wilhelm Werner（英語版）"
- 2017年〜2018年 – ハンブルク美術館、"Anita Reé. Retrospektive"

## 関連書籍
- カール・ゲオルク・ハイゼ（英語版）、 Anita Rée. Hamburg: Christians Verlag. (1968)
- Roggmann, Bettina (1986). “Anita Rée”. Eva und die Zukunft. München: Prestel Verlag（ハンブルク美術館の展覧会図録）
- Jutta Dick, Marina Sassenberg (Hrsg.), ed (1993). Jüdische Frauen im 19. und 20. Jahrhundert. Reinbek: Rowohlt Verlag. ISBN 3-499-16344-6
- Bruhns, Maike (2001). Anita Rée. Leben und Werk einer Hamburger Malerin 1885–1933. Hamburg: Verein für Hamburgische Geschichte（英語版）. ISBN 3-923356-15-3
- Bruhns, Maike (December 6, 2016). “Jewish Art? Anita Rée and “New Objectivity”. Key Documents of German-Jewish History. doi:10.23691/jgo:article-106.en.v1.
- Schick, Karin. Anita Rée. Retrospektive (Monografie (english)). Prestel Verlag. ISBN 978-3-7913-5711-9